# 東京オートサロン2020
東京オートサロン2020（とうきょうオートサロン2020・Tokyo Auto Salon 2020・略称：TAS2020）は、2020年（令和2年）1月10日から1月12日まで幕張メッセ（千葉県千葉市美浜区）で開催された、『東京オートサロン』第38回目の自動車展示会。元号が『令和』になってから初の開催となった。

## 概要
TAS2020の開催概要は、東京ビッグサイトで行われた『東京モーターショー2019』（TMS2019）の2019年10月24日開催分に於いて発表された。TASは2016年の第34回（東京オートサロン2016）から、TMSの主催団体である一般社団法人『日本自動車工業会』が後援に加入しており、相互協力体制の構築が進む中、TMS内でTASをプロモーションする特設ブースの設置が実現した。TAS事務局長の坂井正治は「自動車業界・カーカルチャーのさらなる発展という共通目的の実現に向けた取り組みを進める上で極めて重要な機会である」と述べている。TMS2019では“ちょっとだけオートサロン”をテーマに、ARIAKE exhibitionの南3ホール主催者コーナーに7台、シンボルプロムナード公園のOPEN ROAD内に7台の計14台を展示した。

### アートワーク
ポスタービジュアルは石川真澄 (浮世絵師)が描いたオリジナルのイラストが採用された。兜を昔の移動手段であった馬に乗る武者の象徴として用い、その上部にハンドルやワイパー、周囲に炎を燃やす4輪タイヤで「自分らしさ」を演出。更に命の大切さを連想させる縁起の良い髑髏から水色の蛇が絡んでおり、カスタム的な意味を添えた「再生」という意味も含まれている。

### イメージガール等

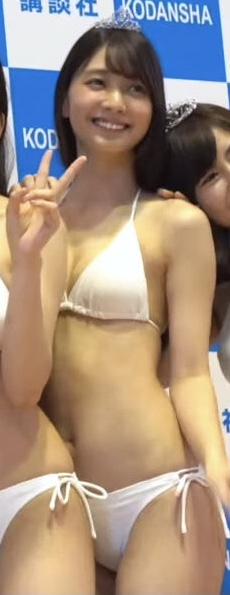
MFGエンジェルスとしてTAS2020に出演した山口はのん。当時はアイドルグループ『夢みるアドレセンス』のメンバーだった。
（ミスマガジン2019記者発表会にて）

この年は週刊ヤングマガジン連載の漫画『MFゴースト』（作・しげの秀一）とのコラボレーションにより、同作に登場するレースクイーンチーム「MFGエンジェルス」をイメージガールに起用した。MFGエンジェルスはヤンマガのグラビア内で女性モデルとレースクイーンがオレンジのMFGコスチュームを着て登場する企画があり、その中から林ゆめと山口はのんが先述のTMS2019内の記者会見において、MFGエンジェルスとしてイメージガールを務めることを発表。同年11月4日開催分では梅本まどかをMCに林と山口が登壇するステージイベントも実施された。その後2019年12月2日発売のヤンマガ2020年1号に於いて、乙顔聖加・鈴木ユリア・福江ななかの3人が追加メンバーとして発表。5人編成となったMFGエンジェルスはTASの本番においても、後述する日本レースクイーン大賞や東京国際カスタムカーコンテストの表彰アシスタントを務めたが、カスタムカーコンテスト表彰式における司会者（佐々木真純）の紹介は、「東京オートサロン・イメージガールです。」となっていた。
また前年の沖縄カスタムカーショーでイメージガールを務めた宮本りおがスペシャルナビゲーターとして参加。宮本は前年限りでRQを卒業し、この年は三洋物産のイメージガールに当たる「ミスマリンちゃん」を務めていたが、翌2021年にSUPER GT『Weds Sport Racing Gals』の一員になったことで、“RQ卒業”を撤回していた。

### 前売特典
この年にトミカ誕生50周年を迎えることから、そのコラボとしてオリジナルトミカ付き入場券が2019年11月5日からYahoo!チケットで限定発売された。トミカ38年目の2008年度に商品化された車の中から日産・GT-Rレーシングが採用され、黒いボディにトミカ50周年記念ロゴとTAS2020ロゴがあしらわれたデザインとなった。
なお、TAS開催記念トミカとして、日産・シルビア、トヨタ・86、ランボルギーニ・ウルスの3車種が制作され、会場内にて限定販売された。

## 出来事
※特記なき場合はいずれも2020年。
- オープニングセレモニーの司会は前年にテレビ東京に入社した池谷実悠アナウンサーが担当。オープニングアクトとして「EL SQUAD」が光を身に纏うダンスパフォーマンスを行い、令和時代のオートサロンの幕開けを飾った[13]。
- 初日の1月10日にはBHオークションとGTアソシエイションとのコラボレーションによる企画『SUPER GT AUCTION-TAS』を開催[8][14]。BHオークションの会長を務めるタレントの堺正章も立ち会う中、歴代チャンピオンが乗車したレーシングカー10台が競り落とされた[14]。
- 3年連続でタイヤメーカーのGOODRIDEが冠スポンサーを務めた『日本レースクイーン大賞2019』[15]は、本来のオフィシャルMCである渡辺順子[注 5]が結婚・出産[16]を理由に司会を一時降板したため[注 6]、安東弘樹と水村リアが渡辺の代理司会を務めた[15]。アメリカ出身の水村は英語によるMCも行っている[動画 3]。またRQ大賞10回目ということから、第9回（2018年度）までの歴代グランプリ受賞者[注 7]が登壇するスペシャルステージも実施[動画 4]。そのうち第3回（2012年度）グランプリの佐崎愛里は2017年シーズンから小林沙弥香[注 8]と共に3年間務めたMobil1レースクイーンを卒業。同時に芸能界引退も発表したため、TASへの出演はこの年が最後となった[19]。また第7回（2016年度）グランプリの清瀬まちも2019年度限りでレースクイーンを引退し表舞台から身を引いたが[20][21]、TASへの出演は2025年の『レースアンバサダーアワード2024表彰式』まで5年間途絶えることになる[22][動画 5]。
- 第4回（2013年度）RQ大賞グランプリの佐野真彩は、2019年にWeds Sport BANDOH Ambassadorを務めた関係から、同年度のWedsレースクイーンだった安田七奈と共演[23]。Wedsは安田の相方だった葉加瀬りょう[注 9]が一身上の都合によりシーズン途中で活動辞退したため[23]、2月7日に久保田杏奈[注 10]ととももとももの加入[PR 4]が発表されるまでは安田が単独でRQを務めていた。
  - なお、安田が2016年シーズンから3年間在任し、先述の佐崎も2010年に参加していたアップガレージ『ドリフトエンジェルス』は前年12月をもって活動を停止したため[24]、この年のアップガレージはドリエンOGのいない店舗形式のブース設営となった[25]。
- TOM'Sは近藤みやび[注 11]と木村理恵が「TOM'S Lady」として黒（近藤）と銀色（木村）のコスチュームを着用[28]。TOM'Sブースはトヨタ・センチュリーをアレンジした「TOM'S CENTURY」と、トヨタ・スープラをアレンジした「TOM'S SUPRA」を披露。カスタムカーコンテストではTOM'S CENTURYがセダン部門の優秀賞に選ばれた[28]。

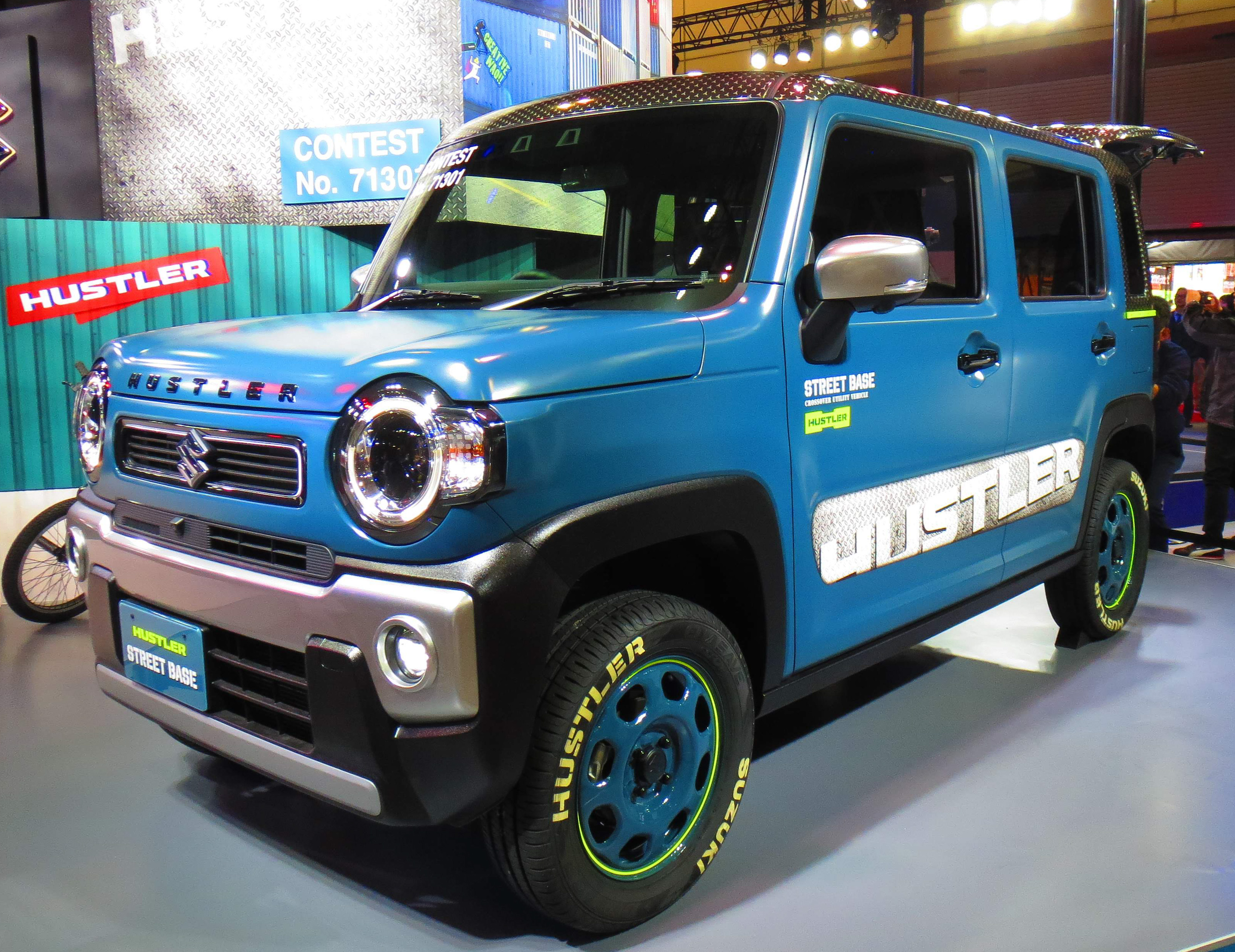
TAS2020のスズキブースで披露されたハスラー・ストリートベース

- スズキは前年12月24日にフルモデルチェンジを発表したハスラー（2代目）が1月20日に発売開始するのに先駆けて、同車両をベースにした参考出品車『ハスラー・ストリートベース』を披露[29]。スズキブースでは島田七実・北村沙織・石井沙季がブースモデルとして出演し[雑誌 3]、トヨタのクルマ情報サイト「GAZOO.com」で行われた『勝手にガズーAWARD in 東京オートサロン2020』では、スズキがコスチューム部門のグランプリに選ばれた[30]。
- SUBARUはこの年のBRZ GT GALSとしてあやきいく・津田知美・平野杏梨の3人が前年からの続投を発表[31]。その後3月2日に生配信された「2020 BREEZE LIVE!」に於いて、川原みなみが追加メンバーとしてお披露目された[32]。なお、川原はわずか1年でBRZ GT GALSを卒業した後、所属事務所をワンエイトプロモーションに移し「春名美波」に改名している[33]。
- C-WESTブースは第9回（2018年度）RQ大賞グランプリの林紗久羅[注 12]が、太田麻美・今井みどり・長沼まゆと共にコンパニオンを担当[雑誌 4]。11日の同ブースでは前年3月にHKT48を卒業した冨吉明日香のトークショーを開催。2月15日未明のテレビ愛知『黒ちゃんねる』ではこのトークショーの模様がオンエアされた[34]。
- K'SPECブースは2016年度のA-classメンバーだった有馬綾香が新作発表会のMCを担当[35]。同ブースでは織戸学のトークショーも行われており、織戸と対談した有馬は「とてもとても優しくて面白い方!」と感想を述べている[36]。
- スペシャルライブは11日に広瀬香美・WANDS・SARD UNDERGROUND・D.Y.T、12日にサンプラザ中野くん・First place・宮川愛李・さくらしめじが出演[37]。開催前に放送されたTVスポットには、広瀬香美の「ゲレンデがとけるほど恋したい」とWANDSの「時の扉」がBGMに使用されていた[動画 6]。
- 総入場者数は336,060名（1月10日：80,940名、1月11日：126,942名、1月12日：128,178名）で、前年度（330,666名）をさらに上回り過去最多を更新。また6年連続で総入場者数が30万人を上回る結果となった[1]。だが開催直後に起こった新型コロナウイルス感染症の世界的流行が、翌年のTASの運営に大きな変化をもたらすことになる。

## 関連商品
前年に続きハローキティとコラボレーションしている他、先述の石川真澄によるアートワークや、MFゴーストとのコラボ商品が限定販売された。
- ハローキティ：Tシャツ、フェイスタオルトートバッグ、折り畳み傘、リールキーホルダー、スマホケース、バウムクーヘン[注 13]
- MFゴースト：Tシャツ（86ver.／GT-Rver.）
- 石川真澄 (浮世絵師)：長袖Tシャツ、トートバッグ、クリアファイル、ステッカーセット
- TAS2020：プリント大判煎餅（醤油味・白砂糖味）